# Паппатачный москит
Паппатачный москит (Phlebotomus papatasi) — вид двукрылых насекомых из подсемейства москитов, распространённый в Старом Свете.
Это мелкий москит длиной 2-3 мм. Окраска — бледно-жёлтая. Тело и крылья покрыты длинными светлыми волосками. Его укус не вызывает раздражения у людей, поэтому, чаще всего, остаётся незаметным. Вид распространён в Средиземноморье, на Балканах, Ближнем Востоке, в Восточной Африке, Пакистане, некоторых районах Индии и Китая.
Вид является носителем болезни людей — лихорадки паппатачи и переносчиком возбудителя зоонозного кожного лейшманиоза Старого света — Leishmania major.